# Apomecyna triseriata
Apomecyna triseriata är en skalbaggsart som beskrevs av Aurivillius 1907. Apomecyna triseriata ingår i släktet Apomecyna och familjen långhorningar. Inga underarter finns listade i Catalogue of Life.